# West Lebanon (Pensilvania)
West Lebanon es un área no incorporada ubicada en el condado de Indiana en el estado estadounidense de Pensilvania. West Lebanon se encuentra ubicado en el municipio de Young.

## Geografía
West Lebanon se encuentra ubicado en las coordenadas 40°36′8″N 79°21′13.75″O / 40.60222, -79.3538194. 